# Salamon Ernő (költő)
Salamon Ernő (Gyergyószentmiklós, 1912. május 15. – Mihajlovka–Sztari, Ukrajna, 1943. február 27.) költő, újságíró.

## Életútja
Szegény zsidó családban született. Marosvásárhelyen  érettségizett. A kolozsvári egyetem jogi fakultására iratkozott be, 1930-32-ig volt ott hallgató, visszament Gyergyóba, bekapcsolódott a kommunista mozgalomba, sztrájkok szervezésében vett részt. 1933-ban a Brassói Lapoknál volt riporter, versei itt és a Korunkban jelentek meg. 1936-ban egész Erdélyt bejárta, mint a Korunk terjesztője.
1937 áprilisától Marosvásárhelyen élt, ahol a Korunkat, majd a Reggeli Újságot szerkesztette. Ezekben az években több kötete jelent meg. A Horthy-Magyarországon üldözték, többször letartóztatták, 1941-ben a hírhedt ákosfalvai táborba internálták. Nehéz körülmények közt élt, idénymunkásként dolgozott néha. Egészsége megromlott. 1942 májusában munkaszolgálatra hívták be, Ukrajnába került, ahol tífuszban megbetegedett. 1943. február 27-én olasz katonák agyonlőtték.

## Művei (válogatás)
- Gyönyörű sors (versek, Marosvásárhely, 1937)
- Szegények küszöbén (versek, Marosvásárhely, 1938)
- Ének a szolgák sorsáról (színmű, Marosvásárhely, 1938)
- Szegényember fiának (versek, 1945)
- Válogatott versek (Kéri József bevezető tanulmányával, (Bukarest, 1955)
- Dal utódoknak (versek, Bukarest, 1961)